# تياغو بيريرا
تياغو بيريرا (بالبرتغالية: Thiago Magalhães Pereira) (22 يناير 1984 في البرازيل - ) هو لاعب كرة قدم برازيلي في مركز الدفاع. لعب مع Académico de Viseu F.C. ‏.

## وصلات خارجية
- تياغو بيريرا على موقع قاعدة بيانات كرة القدم.إي يو (الإنجليزية)
- تياغو بيريرا على موقع Soccerway.com (الإنجليزية)